# Oleksij Krywopischyn
Oleksij Mefodijowytsch Krywopischyn (ukrainisch Олексій Мефодійович Кривопішин; * 29. Oktober 1955 in Wolynzewe, Rajon Putywl, Oblast Sumy, Ukrainische SSR) ist ein ukrainischer Politiker und ehemaliger Direktor der Eisenbahngesellschaft Piwdenno-Sachidna Salisnyzja (2002–2005 und 2006–2015).

## Biografie
Krywopischyn studierte von 1971 bis 1975 an der Fachschule für Eisenbahntransport in Kiew und absolvierte anschließend bis 1977 seinen Wehrdienst.
1978 arbeitete er für die Piwdenno-Sachidna Salisnyzja als Rangiermeister am Bahnhof Kiew-Wolynskij.
In den Jahren zwischen 1979 und 1985 arbeitete er als Stationsvorsteher zuerst (bis 1980) am Bahnhof Swjatoschyn und daraufhin am Kiewer Hauptbahnhof (Bahnhof Kyjiw-Passaschyrskyj).
1984 absolvierte Krywopischyn ein Studium zum Eisenbahn-Ingenieur am Eisenbahninstitut Charkiw und im Jahr 1989 absolvierte er ein Studium am Kiewer Staatlichen Institut für Körperkultur und Sport.
Von 1985 bis 1993 war er als stellvertretender Leiter des Kiewer Hauptbahnhofs und als stellvertretender Leiter des ukrainischen Zentrums für den Personenverkehr auf der Schiene tätig.
Von 1993 bis 1997 war er Serviceleiter der Piwdenno-Sachidna Salisnyzja.
Von 1997 an war er bis 2002 stellvertretender Leiter der Abteilung Passagiere sowie Leiter des ukrainischen Zentrums für den Personenverkehr auf der Schiene und seit 2002 ist er Leiter der Piwdenno-Sachidna Salisnyzja.
Im Jahr 2009 verteidigte er seine Dissertation „Organisationswirtschaftliche Grundlagen des Stadt- und Intercity-Schienenverkehrs“ und erhielt den akademischen Grad eines „Doktor der Wirtschaftswissenschaften“.

## Politische Tätigkeit
Von 2006 bis 2008 Jahr war Krywopischyn Mitglied im Kiewer Stadtrat und seit 2010 ist er Mitglied des Rats der Oblast Winnyzja (Partei der Regionen) und ist hier Mitglied des Ständigen Ausschusses für Verkehr und Kommunikation.

## Ehrungen
- 2012 «Orden des Fürsten Jaroslaw des Weisen des IV. Grads»[1]
- 2010 «Orden des Fürsten Jaroslaw des Weisen des V. Grads»[2]
- Zweifacher Ehreneisenbahner Ukraine
- Ehrenarbeiter des Verkehr's
- Verdienter Arbeiter des Verkehr's
- Ehrenbürger von Kiew
- Ehrenbürger von Kasatin
- Orden des Heiligen Wladimir III., II. und I. Grad
- Verdienstorden (Ukraine) III., II. und I. Grad